# Volkswagen Hormiga
El VW T 200, más conocido como Volkswagen Hormiga, es un pequeño camión con plataforma para carga ligera fabricado por Volkswagen únicamente en México. Cuenta con un sistema de tracción delantera y su motor es de cuatro cilindros Bóxer 1.6 L 44 CV. Su velocidad máxima es de unos 85 km/h y su capacidad de carga de 750 kg en plataforma más tres tripulantes en cabina. Fue comercializada en México, donde solo se fabricaron 3600 unidades numeradas.

## Especificaciones técnicas
- Motor: 4 cilindros opuestos (Bóxer) enfriados por aire.
- Cilindrada: 1584 cc (1.6 L)
- Potencia: 37 kW/50 hp DIN (33 kW/44 bhp SAE a 4000 rpm).
- Transmisión: manual de 4 velocidades sincronizadas. Tracción delantera.
- Suspensión: delantera independiente con barras de torsión y brazo longitudinales; trasera eje rígido y muelles.
- Chasis: chasis simple de escalera.

### Dimensiones
- Longitud total: 4064 mm
- Altura Total: 1988 mm
- Ancho de cabina: 1684 mm
- Distancia entre ejes: 2395 mm
- Tamaño y tipo de rueda: acero estampado 4.5J x 18.
- Peso en vacío: 1290 kg
- Velocidad máxima: 85 km/h
- Carga útil: 750 kg